# Nuvolosità in Italia
| < 1,0 okta 1,0 - 1,5 okta 1,5 - 2,0 okta 2,0 - 2,5 okta 2,5 - 3,0 okta 3,0 - 3,5 okta | 3,5 - 4,0 okta 4,0 - 4,5 okta 4,5 - 5,0 okta 5,0 - 5,5 okta > 5,5 okta |

Animazione delle carte della nuvolosità mensile in Italia

La nuvolosità in Italia è il parametro meteorologico che indica la copertura nuvolosa media in Italia, sia nei singoli mesi che durante l'intero anno solare. L'unità di misura è l'okta e la metodologia si basa sull'osservazione dello stato del cielo in vari momenti della giornata (generalmente una o due osservazioni ogni ora). Le stazioni meteorologiche ufficiali che effettuano osservazioni e raccolta dati sullo stato del cielo, fanno capo al Servizio meteorologico dell'Aeronautica Militare.

## Nuvolosità media annua
| < 2.750 okta 2.750 - 3.000 okta 3.000 - 3.250 okta 3.250 - 3.500 okta 3.500 - 3.750 okta | 3.750 - 4.000 okta 4.000 - 4.250 okta 4.250 - 4.500 okta > 4.500 okta |

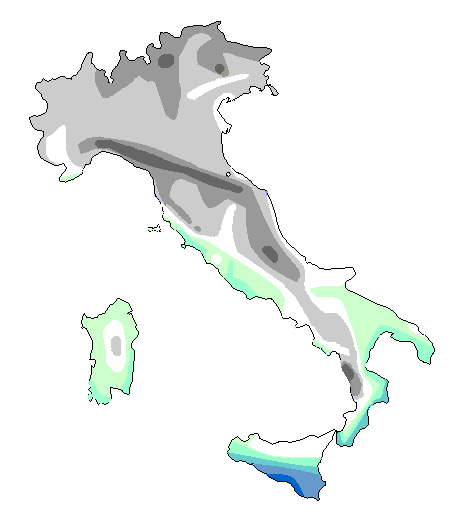
Carta della nuvolosità media annua in Italia

I valori più bassi di nuvolosità media annua si verificano lungo le coste meridionali della Sicilia, dove la stazione meteorologica di Gela raggiunge il minimo assoluto dell'intero territorio nazionale con soli 2,7 okta, mentre la stazione meteorologica di Cozzo Spadaro fa segnare un valore medio annuo di poco superiore con 2,9 okta.
Valori molto bassi di nuvolosità media annua si registrano anche presso la stazione meteorologica di Catania Sigonella con 3 okta e presso la stazione meteorologica di Reggio Calabria con 3,1 okta.
Valori medi annui di 3,2 okta si registrano invece presso la stazione meteorologica di Ponza e presso la stazione meteorologica di Crotone-Isola di Capo Rizzuto
Valori medi annui di 3,3 okta si verificano presso la stazione meteorologica di Capo Bellavista, presso la stazione meteorologica di Trapani Birgi e presso la stazione meteorologica di Catania Fontanarossa.
Valori medi annui di 3,4 okta si registrano presso la stazione meteorologica di Pratica di Mare, presso la stazione meteorologica di Marina di Ginosa, presso la stazione meteorologica di Grottaglie, presso la stazione meteorologica di Lecce Galatina e presso la stazione meteorologica di Santa Maria di Leuca.
Valori medi annui di 3,5 okta si verificano presso la stazione meteorologica di Grosseto Aeroporto, presso la stazione meteorologica di Roma Urbe, presso la stazione meteorologica di Guidonia, presso la stazione meteorologica di Latina Aeroporto, presso la stazione meteorologica di Capo Palinuro, presso la stazione meteorologica di Capo Carbonara e presso la stazione meteorologica di Enna.
Valori medi annui di 3,6 okta si registrano presso la stazione meteorologica di Capo Mele, presso la stazione meteorologica di Roma Fiumicino, presso la stazione meteorologica di Frosinone, presso la stazione meteorologica di Bari Palese, presso la stazione meteorologica di Decimomannu, presso la stazione meteorologica di Cagliari Elmas, presso la stazione meteorologica di Ustica e presso la stazione meteorologica di Palermo Punta Raisi.
Valori medi annui di 3,7 okta si verificano presso la stazione meteorologica di Viterbo, presso la stazione meteorologica di Civitavecchia-Santa Marinella, presso la stazione meteorologica di Roma Ciampino, presso la stazione meteorologica dell'isola di Capri, presso la stazione meteorologica di Grazzanise, presso la stazione meteorologica di Campobasso, presso la stazione meteorologica di Foggia Amendola, presso la stazione meteorologica di Gioia del Colle, presso la stazione meteorologica di Guardiavecchia, presso la stazione meteorologica di Alghero Fertilia e presso la stazione meteorologica di Capo Frasca.
Valori medi annui di 3,8 okta di registrano presso la stazione meteorologica di Monte Argentario, presso la stazione meteorologica di Termoli, presso la stazione meteorologica di Brindisi e presso la stazione meteorologica di Palermo Boccadifalco.
Valori medi annui di 3,9 okta si verificano presso la stazione meteorologica di Elba-Monte Calamita, presso la stazione meteorologica di Bracciano Vigna di Valle, presso la stazione meteorologica di Monte Sant'Angelo, presso la stazione meteorologica di Napoli Capodichino, presso la stazione meteorologica di Prizzi e presso la stazione meteorologica di Pantelleria.
Valori medi annui di 4 okta si registrano presso la stazione meteorologica di Torino-Bric della Croce, presso la stazione meteorologica di Vicenza, presso la stazione meteorologica di Treviso Istrana, presso la stazione meteorologica di Venezia Tessera, presso la stazione meteorologica di Udine Rivolto, presso la stazione meteorologica di Rimini Miramare, presso la stazione meteorologica di Perugia Sant'Egidio, presso la stazione meteorologica di Pescara Aeroporto, presso la stazione meteorologica di Padova presso la stazione meteorologica di Trevico, presso la stazione meteorologica di Latronico e presso la stazione meteorologica di Messina.
Valori medi annui di 4,1 okta si verificano presso la stazione meteorologica di Bolzano, presso la stazione meteorologica di Treviso Sant'Angelo, presso la stazione meteorologica di Trieste Ronchi dei Legionari, presso la stazione meteorologica di Trieste Barcola, presso la stazione meteorologica di Novara Cameri, presso la stazione meteorologica di Torino Caselle, presso la stazione meteorologica di Albenga, presso la stazione meteorologica di Genova-Sestri Ponente, presso la stazione meteorologica di Sarzana Luni e presso la stazione meteorologica di Ancona Falconara.
Valori medi annui di 4,2 okta si registrano presso la stazione meteorologica di Plateau Rosa, presso la stazione meteorologica di Bergamo Orio al Serio, presso la stazione meteorologica di Brescia Ghedi, presso la Stazione meteorologica di Milano Linate, presso la stazione meteorologica di Piacenza San Damiano, presso la stazione meteorologica di Ferrara, presso la stazione meteorologica di Bologna Borgo Panigale, presso la stazione meteorologica di Ravenna Punta Marina, presso la stazione meteorologica di Cervia, presso la stazione meteorologica di Firenze Peretola, presso la stazione meteorologica di Pisa San Giusto, presso la stazione meteorologica di Radicofani, presso la stazione meteorologica di Potenza e presso la stazione meteorologica di Fonni.
Valori medi annui di 4,3 okta si verificano presso la stazione meteorologica di San Valentino alla Muta, presso la stazione meteorologica di Tarvisio e presso la stazione meteorologica di Verona Villafranca.
Valori medi annui di 4,4 okta si registrano presso la stazione meteorologica di Monte Bisbino, presso la stazione meteorologica di Dobbiaco, presso la stazione meteorologica di Milano Malpensa, presso la stazione meteorologica di Monte Cimone, presso la stazione meteorologica di Volterra, presso la stazione meteorologica di Monte Terminillo e presso la stazione meteorologica di Monte Scuro.
Valori medi annui di 4,5 okta si verificano presso la stazione meteorologica di Passo Rolle e presso la stazione meteorologica di Arezzo Molin Bianco.
Valori medi annui di 4,6 okta si registrano presso la stazione meteorologica di Paganella, presso la stazione meteorologica di Aviano, presso la stazione meteorologica di Passo dei Giovi e presso la stazione meteorologica di Bonifati.
Valori medi annui di 4,8 okta si verificano presso la stazione meteorologica di Frontone.
I valori più elevati di nuvolosità media annua si registrano presso la stazione meteorologica di Passo Porretta con 4,9 okta.
Pertanto i valori più elevati di nuvolosità riguardano una vasta fascia dell'Appennino ligure, tosco-emiliano ed umbro-marchigiano, una parte dell'arco alpino orientale e della pianura friulana nord-occidentale, oltre ad una zona della Calabria settentrionale in prossimità del litorale tirrenico.

## Nuvolosità media mensile

### Gennaio
Valori inferiori a 4 okta interessano la Valle d'Aosta, il Piemonte occidentale e settentrionale, le Alpi lombarde e il Trentino-Alto Adige, le coste a ovest di Imperia e la Piana di Gela.
Valori compresi fra 4 e 4,5 okta interessano una striscia del Piemonte centrale, la costa ligure compresa fra Imperia e Genova, le Prealpi, le Alpi venete e friulane, la pianura della Provincia di Pordenone, la Sardegna orientale e meridionale, quasi tutta la Sicilia meridionale, la costa tirrenica compresa fra Livorno e Napoli, il Salento e le coste ioniche settentrionali.
Valori compresi fra 4,5 e 5 okta interessano le coste adriatiche meridionali, gran parte dell'Appennino centro-settentrionale, la zona intorno a Palermo gran parte della Sardegna occidentale e settentrionale, la pianura veneta, il Piemonte sud-orientale e le coste ioniche meridionali.
Valori compresi fra 5 e 5,5 okta interessano la Pianura Padana, le Marche la zona di Firenze, gran parte dell'Appennino meridionale e il Gennargentu.
Valori superiori ai 5,5 okta si registrano solo nelle colline e montagne intorno a San Marino e nella Sila dove sole vette più alte si toccano valori anche fino a 6 okta.